# Crkvica (otok)
Crkvica (slovensko: Cerkev) je majhen podolgovat otoček v Jadranskem morju, ki pripada Hrvaški. Znan je tudi kot Otok ljubezni ali Pjerotić, ki je od leta 1961 v lasti družine dr. Antuna Pjerotića.
Otok se nahaja v Malostonskem zalivu, vzporedno s celino in polotokom Pelješac, v smeri severozahod-jugovzhod in se konča v morju z rahlo skalnato obalo. Morje je ob njem plitvo, proti severozahodu pa je dobro označena temna pečina. Obdan je z območji školjk. Danes so na otoku hiša in ciprese naokoli, dva kamnita pomola za privez čolnov, plaža, ruševine cerkve svete Ane iz 16. stoletja, po kateri je otok pravzaprav dobil ime, grob nekdanjega lastnika, več borovcev, manjši sadovnjak in vinograd. To je majhen del zemljišča, katerega obalo je mogoče prečkati v le nekaj minutah. Zaradi oblike rodovitne zemlje za tako majhen otok so tu že dolgo pridelovali sadje. V času Dubrovaške republike je nekaj časa služil tudi kot karantena. Po zaslugi enega lastnika, ki je bil nekoč lastnik otoka, pravijo, nagnjen k svobodnejšemu načinu življenja, so ga poimenovali Otok ljubezni.